# Бихове озеро
Би́хове о́зеро — заплавне озеро у Менському районі Чернігівської області, на лівому березі Десни (басейн Дніпра), біля села Остапівка. Протоками сполучене з Десною та озером Трубин.
Довжина близько 1500 м, ширина до 125 м, площа 0,35 км², глибина до 4 м. Озеро видовженої форми. Західні береги низькі, східні — підвіщені, поросли верболозом.
Температура води влітку від +17, + 18,5°C на глибині 0,5 м, до +10,5, + 11°C на глибині 3,5 м. Узимку замерзає. Прозорість води до 1,5 м. На дні — пісок з домішками мулу. З рослин поширені куга озерна, стрілолист, латаття біле, глечики жовті, рдесник; є реліктові (сальвінія плаваюча) та комахоїдні (пухирник звичайний) рослини.
З риб водяться щука, лин, карась, окунь, трапляється судак, лящ. На берегах — місце гніздування крячки, бугайчика, трапляється чапля сіра.
Рибальство.